# Велико-Тирново (община)
Велико-Тирново (болг. Община Велико Търново) — община у Болгарії. Входить до складу Великотирновської області. Населення становить 91 333 особи (станом на 1 лютого 2011 р.). Адміністративний центр громади — однойменне місто.